# Lac Castagnier
Pour les articles homonymes, voir Lac-Castagnier et Castagnier.
Le lac Castagnier est un plan d'eau douce du canton de Castagnier, à La Morandière. Cette commune est située dans la municipalité régionale de comté (MRC) de l’Abitibi, région administrative de l’Abitibi-Témiscamingue, dans la province de Québec, au Canada.
Les activités touristiques constituent la principale activité économique du secteur, devant la foresterie et l’agriculture. La villégiature s’est développée surtout sur la rive Ouest et au Nord du lac.
La partie Est du lac Castagnier est accessible grâce au chemin Castagnier qui remonte vers le Nord en longeant la grande baie de la rive Est. La partie Sud est accessible par la route 395, la partie Ouest par la route Duverny-Castagnier.

## Géographie
- Si vous ne connaissez pas le sujet, laissez ce bandeau (vous pouvez alors contacter les auteurs).
- Si vous supprimez le contenu mis en cause (vous pouvez préalablement contacter les auteurs),

argumentez précisément cette suppression dans la page de discussion
(un manque de référence n'est pas un argument ; une recherche réelle de référence doit avoir été effectuée, être formellement documentée).
Ce lac est long de 4,9 km, pour une largeur maximale de 4,9 km. Il est situé à une altitude de 295 m. Son approvisionnement en eau se fait surtout par la partie supérieure de la rivière Castagnier. Le hameau lac-Castagnier est situé sur la rive Sud-Est du lac, près de l’embouchure du ruisseau Collin.
Le lac épouse la forme d’une cloche et comporte une trentaine de petites îles.
Il se déverse par sa rive Nord dans la rivière Castagnier. Celle-ci se dirige ensuite vers le Nord pour traverser le lac Vassal, et rejoindre la rivière Laflamme, un affluent de la rivière Bell. À partir de cette confluence, cette dernière coule vers le Nord-Ouest pour aller se déverser sur la rive Sud du lac Matagami. Enfin, le lac Matagami se jette à son tour dans la rivière Nottaway, un affluent de la Baie de Rupert, connexe à la Baie James.
L’embouchure du lac Castagnier est localisé à :
- 12,0 km à l’Est du lac Obalski, traversé par la rivière Harricana ;
- 38,6 km au Sud de la confluence de la rivière Castagnier et de la rivière Laflamme ;
- 55,7 km au Nord-Ouest du centre-ville de Senneterre (ville) ;
- 66,8 km au Sud-Ouest du centre du village de Lebel-sur-Quévillon ;
- 32,2 km au Nord-Est du centre-ville de Amos[1].

Les principaux bassins versants voisins du lac Castagnier sont :
- côté Nord : rivière Laflamme, rivière Castagnier ;
- côté Est : rivière Laflamme, rivière Taschereau (rivière Bell) ;
- côté Sud : rivière Castagnier, rivière Peter-Brown, rivière Landrienne ;
- côté Ouest : lac Obalski, rivière Harricana, rivière Obalski, rivière Obalski Sud.

## Toponymie
Le terme « Castagnier » (châtaignier) vient d'un patronyme de famille d’origine française. Le terme Castagnier désigne aussi un canton, une rivière et un lac.
Au début des années 1920, monseigneur André Sheptytsky, un évêque ukrainien, a pour ambition d’implanter un foyer de colonisation dans le Nord-Ouest du Québec pour ses fidèles de rite ruthène. Après avoir reçu le mandat de cet évêque, le père Josaphat Jean, un moine québécois, part pour l'exploration de l'Abitibi. Il décide alors de coloniser le secteur du lac Castagnier.
En 1925, le département de la colonisation accorde à l'évêque un territoire de 625 km2 de terres destinées à cette colonisation. Malgré les efforts, seulement une trentaine de familles ukrainiennes réussissent à s'établir en Abitibi. Ce groupe connaît un petit essor par la venue en 1935 de colons montréalais dans le cadre du plan Vautrin pour sortir les familles de la crise économique. Initialement, ce lieu de colonisation est désigné Szeptyki en l'honneur de l'évêque ukrainien.
Finalement, la paroisse, fondée en 1940, est nommée Saint-Georges-de-Castagnier, en l'honneur de l'évêque Georges Gauthier. Le lac Castagnier fait partie de la localité Lac-Castagnier. À cette époque, on tente aussi de créer une seconde paroisse dans cette région sous le vocable de Saint-Alphonse-de-Liguori-de-Castagnier. Aujourd'hui, ce hameau est désigné Castagnier.
Le nom de "lac Castagnier" honore donc l’œuvre de vie du lieutenant de Castagnier du régiment de Royal-Roussillon.
Le toponyme "lac Castagnier" est officialisé le 5 décembre 1968 par la Commission de toponymie du Québec.